# 柳ヶ瀬裕文
柳ヶ瀬 裕文（やながせ ひろふみ、1974年〈昭和49年〉11月8日 - ）は、日本の政治家。
参議院議員（1期）、大田区議会議員（1期）、東京都議会議員（3期）、旧日本維新の会東京都総支部幹事長、東京維新の会代表、日本維新の会総務会長（第2代）等を務めた。

## 来歴
東京都大田区生まれ。生家は大田区武蔵新田のカメラ屋。丸子幼稚園、大田区立矢口西小学校、海城中学校・高等学校、早稲田大学文学部卒業。筑波大学大学院人間総合科学研究科博士前期課程在学中。
1997年、ジェイアール東日本企画に入社。
2004年から蓮舫参議院議員の公設第一秘書を務める。
2007年、大田区議会議員選挙に民主党公認で立候補し、トップ当選。
2009年、東京都議会議員選挙に大田区選挙区から出馬し、当選した。
2012年8月29日、野田内閣の原子力行政（大飯原子力発電所再稼働等）を批判し、民主党に離党届を提出。
2012年9月10日には柳ヶ瀬と、同じく民主党を離党した栗下善行、自由民主党を離党した野田数の3名で東京都議会に新たな会派「東京維新の会」を設立し、同月27日には東京維新の会を政治団体（地域政党）として届出を行った。その後、東京維新の会は現行憲法の無効を主張する請願に賛成したことから、日本維新の会から一時連携を停止される事態に陥ったが、11月14日に正式に日本維新の会の地方組織として認可された。
2013年の東京都議会議員選挙では、日本維新の会公認で大田区選挙区から出馬し、再選。その後、日本維新の会の合従連衡に伴い、維新の党を経て、おおさか維新の会に所属。
2015年12月には、おおさか維新の会の政党支部として東京維新の会を再設立した。2017年の東京都議会議員選挙では、日本維新の会公認で大田区選挙区から出馬し、再選。
2019年6月、日本維新の会は第25回参議院議員通常選挙に柳ヶ瀬を比例区で擁立する方針を表明。6月11日、都議会に辞職願を提出し、許可された。日本維新の会は参院選の比例区で5議席を獲得し、最後の5議席目で当選した。
2021年11月30日、日本維新の会の総務会長に就任した。2024年12月、総務会長を退任。
2025年7月20日投開票の第27回参議院議員通常選挙では、27,991票を獲得したものの得票数順で8位となり、日本維新の会が獲得した4議席には届かず落選した。

## 所属団体・議員連盟
- 明治の日を実現するための議員連盟（事務局次長）[15]

## 政策・主張
- 第9条を含む日本国憲法の改正に賛成[16]。
- アベノミクスは「成果を上げているとは思わない」としている[16]。
- 日本の原子力発電について「当面は必要だが、将来的には廃止すべきだ」としている[16]。
- 日本の核武装について「将来にわたって検討すべきではない」としている[16]。
- 同性婚を認めることに賛成[16]。
- 女性宮家の創設に反対[16]。
- 2019年10月に行われる予定の消費税増税に反対している[17]。
- 日本ウイグル国会議員連盟に所属。

## 人物
- 民主党時代はUIゼンセン同盟の組織内候補だった[18]。
- 同じく日本維新の会所属の参議院議員である音喜多駿は中学・高校・大学の後輩。2018年には都議会で音喜多と新会派「維新・あたらしい・無所属の会」を結成したほか[19]、2019年の参院選では出馬を渋る音喜多を自ら口説き落とした[20]。当選後の8月1日、全議員中で最も早い朝5時半に音喜多と共に初登院した[11]。
- 自身のユーチューブチャンネル「やなチャン」を立ち上げ、2019年7月の参院選では選挙期間中欠かさず東京選挙区の音喜多駿とともにライブ放送をした。当選後もユーチューブ活動は続けている[21]。
- 子供への新型コロナワクチン接種に懐疑的な立場であり、国会でそれに対する質疑を行っているほか[22]、上記の「やなチャン」で新型コロナに関して独自の主張を行う宮沢孝幸との対談を行ったりしている[23]。
- 家族は自身、妻、息子の3人[1]。

## 著書
- 『東京都庁の深層』小学館〈小学館新書 298〉、2017年5月15日。ISBN 9784098252985。

## 選挙歴
| 当落 | 選挙                     | 執行日         | 年齢 | 選挙区       | 政党           | 得票数    | 得票率 | 定数 | 得票順位 /候補者数 | 政党内比例順位 /政党当選者数 |
| ---- | ------------------------ | -------------- | ---- | ------------ | -------------- | --------- | ------ | ---- | ------------------ | ---------------------------- |
| 当   | 2007年大田区議会議員選挙 | 2007年4月22日  | 32   | ーー         | 民主党         | 1万601票  | ーー   | 40   | 1/50               | /                            |
| 当   | 2009年東京都議会議員選挙 | 2009年7月12日  | 34   | 大田区選挙区 | 民主党         | 3万7756票 | ーー   | 8    | 2/14               | /                            |
| 当   | 2013年東京都議会議員選挙 | 2013年6月23日  | 38   | 大田区選挙区 | 旧日本維新の会 | 1万7798票 | ーー   | 8    | 8/13               | /                            |
| 当   | 2017年東京都議会議員選挙 | 2017年7月2日   | 42   | 大田区選挙区 | 日本維新の会   | 2万1460票 | ーー   | 8    | 7/15               | /                            |
| 当   | 第25回参議院議員通常選挙 | 2019年07月21日 | 44   | 参議院比例区 | 日本維新の会   | 5万3086票 | ーー   | 50   | 5/14               | 5/5                          |
| 落   | 第27回参議院議員通常選挙 | 2025年07月20日 | 50   | 参議院比例区 | 日本維新の会   | 2万7991票 | ーー   | 50   | 8/13               | 8/4                          |